# Tourreluque
La Tourreluque (du provençal tourreluco, « tour de guet ») est une tour d'angle, vestige  du rempart construit au Moyen Âge autour d'Aix-en-Provence. Elle a servi de poudrière. Elle est contiguë à l'établissement des thermes d'Aix-en-Provence dont elle est la limite nord.
La construction de cette tour au XIVe siècle s'inscrit dans une période où l'insécurité régnant dans la ville, Aix s'entoure d'un rempart pour protéger ses habitants. Ce rempart est flanqué de tours, dont la Tourreluque est le seul vestige.

## Galerie

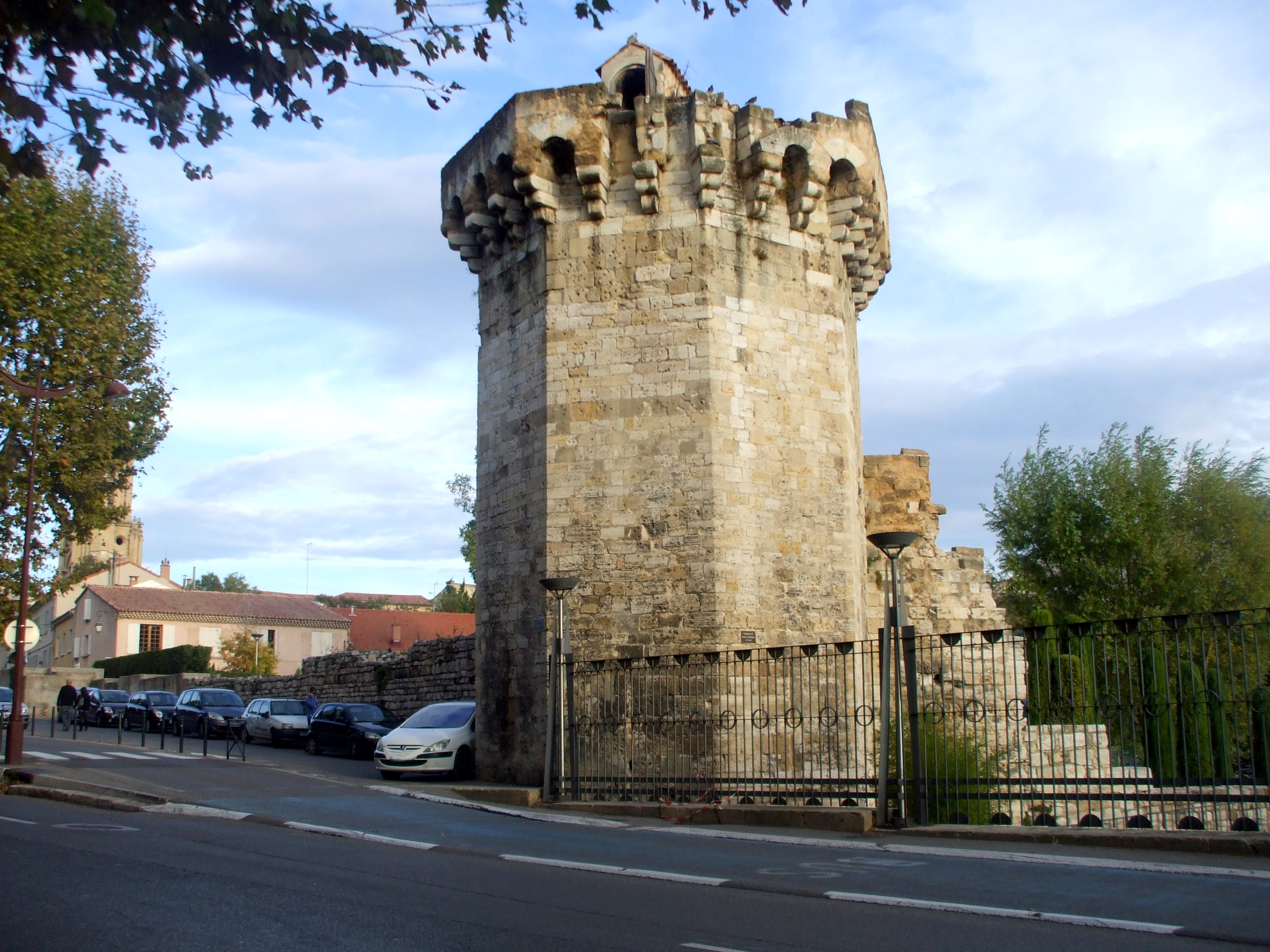
Autre vue de la tour.
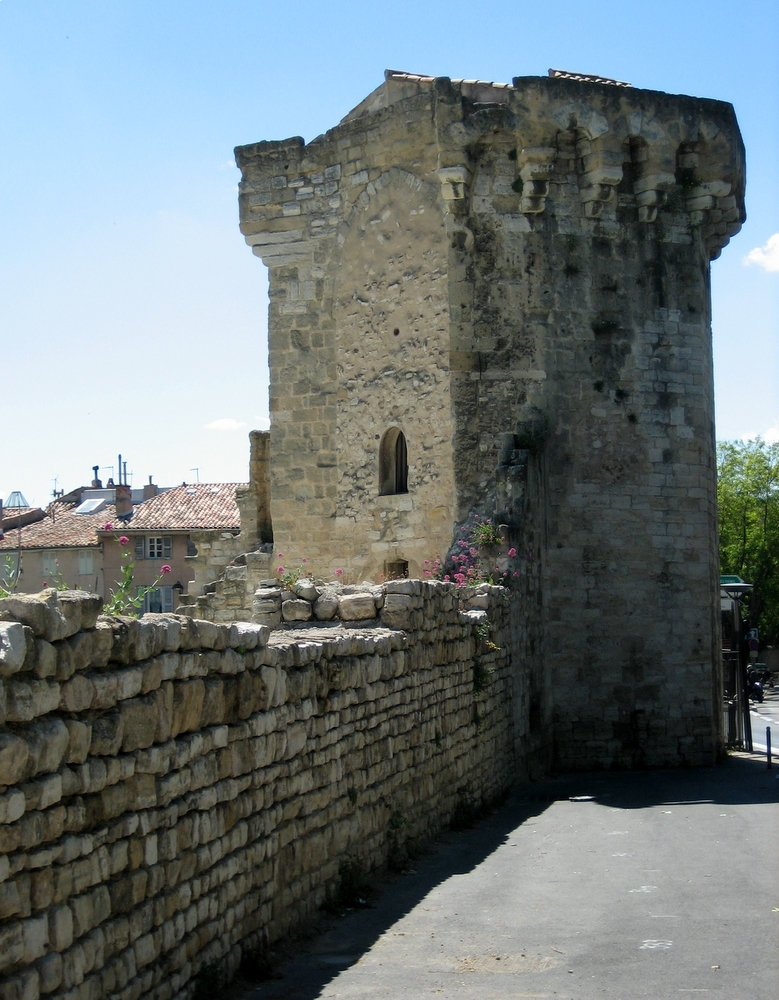
Vue depuis l'est.